# Caroline Ridderstolpe
Caroline Johanna Lovisa Ridderstolpe, née Kolbe le 2 septembre 1793 à Berlin et morte le 8 octobre 1878, est une compositrice et chanteuse suédoise.

## Biographie
Ridderstolpe est la fille de Carl Kolbe. Elle se marie en 1816 au gouverneur suédois, le comte Fredrik Ludvig Ridderstolpe. En 1832, elle publie le recueil de chants Sju Sånger (sept chants), dédié à la princesse Josephine de Leuchtenberg. En 1834 Hvad är Glädjen? est publié, dédié à son amie Josefina Benedicks, et en 1836 Nya Sånger (Nouveaux chants). Ridderstolpe a été l'élève de Carl Maria von Weber.
Caroline Ridderstolpe a été intronisée membre honoraire de l'Académie royale de musique de Suède (siège 322) le 26 mars 1850.